# 证券投资基金

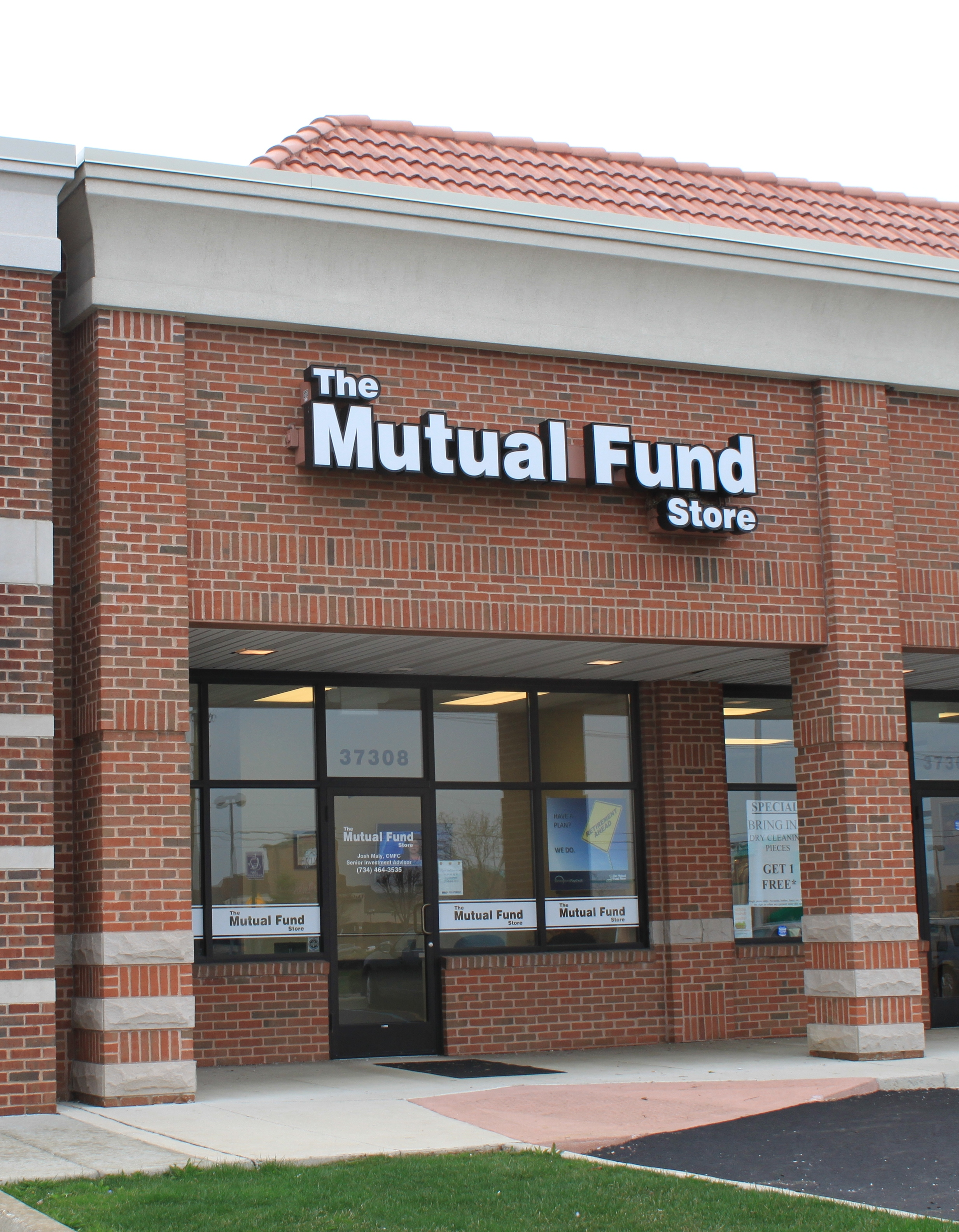
一間证券投资基金的購買辦公室

证券投资基金（英語：Investment fund），或稱集合投資計畫（Collective Investment Scheme，簡稱CIS）、投資信託，是指集合一群人的資金，由經理人集中管理投資，創造更高的投資報酬。是按照利益共享、风险共担的原则，将分散在投资者手中的资金集中起来委托专业投资機構进行管理和运用的投资工具。
這類基金設立的主要目的在於在市場上投資盈利，所操作的有价证券包括股票、债券、外汇、货币、金融衍生工具等五花八門的金融項目，應當注意不同基金的投資標的以及相關規章。

## 主要特点
投資基金是一種重要的機構投資者，在美國具有很大的市值，反映了美國資本市場的發達和成熟。同樣，投資基金在英國、日本、香港、台灣等国家与地区有很大的份額。但是在中國大陸，由於股票市場有很強的政策性，為了充分利用股票市場，推出了投資基金來穩定市場，減低市場運行的風险。
投资基金的相关机构及人员
1. 投资者，购买基金份额的法人或个人
2. 基金管理公司，负责基金的具体运作，并收取一定的管理费，但不直接承担基金风险
3. 基金托管银行，负责对基金进行托管，执行基金管理公司的命令及其他监督工作
4. 政府管理机构及其他服务组织，包括证券交易所、会计师事务所、律师事务所、评级机构等

正常情况下，投资基金之所以能有高的回报率在于：
1. 规模效应：由于投资基金的规模较大，可以对某一项目进行资金的追加，从而降低成本，弥补某些投资方向上的损失，获得较高收益
2. 分散风险：由于投资基金的运作遵循追求稳定成长的股票，分散投资的策略，能够最大可能地降低个人投资时单一股票很高的风险。
3. 专家理财：投资基金都有专业的基金公司运作，汇集了熟悉资本市场的人员，能够弥补个人投资知识的不足。

## 主要组织形式
根据基金组织时依据的法律不同，有契约型基金和公司型基金之别。
1. 契约型基金依据契约原理组织，体现为一种委托理财关系。在英国、日本、香港市场和中国大陆地区一般都是这一类型。比如香港，对于投资基金的规范是在信托法；而中国大陆则有证券投资基金法，未尽事项则规定在证券法和信托法中。
2. 公司型基金是依托公司法，美国主要是这种形式，特指“投资基金”（Mutual Fund，也作共同基金）。

两者的利弊之处在于法律是否是健全的，但公司型有明显的优点就是投资者有更大的监督和投票的权力，可以更好地维护自己的利益。在中国大陆，由于法律并不健全，采取的契约法律关系不能有效制约基金管理公司，显得十分尴尬。同样，中国大陆公司法律制度也不完善。

## 现状

### 国际
- 国际：据美国投资公司协会（ICI）统计，至2004年底，全球40多个国家的投资基金规模约有16.06万亿美元。

### 中国大陆
- 1998年3月，中国大陆出现第一批两支公募封闭式基金，基金金泰和基金开元。
  - 金泰证券投资基金（上交所：500001，简称：基金金泰）：国泰基金管理有限公司为管理人，1998年3月27日成立，2013年3月到期转型为混合型开放式基金。
  - 开元证券投资基金（深交所：184688，简称：基金开元）：原南方基金管理有限公司（现为南方基金管理股份有限公司）为管理人，1998年3月27日成立，2013年3月到期后转型为沪深300ETF。
- 2001年9月，中国大陆出现第一只开放式基金。
  - 华安创新开放式证券投资基金：2001年9月11日开始募集，于2001年9月21日正式成立。

## 分类
证券投资基金的分类多种多样，标准不一，以下为常用的，大致的分类。

### 按投资标的分
- 股票型基金：投资标的主要为上市公司股票。股票型基金依投资标的产业，又可分为各种产业型基金。
- 债券型基金：投资标的为债券或主要为债券。
- 平衡型基金（Balance Fund）：分散投资於股票和债券的的共同基金。風險相對較低，績效也相對穩定。面臨市況劇烈波動，宜增持此類標的。
- 配置型基金：可以根据市场情况显著改变资产配置比例。
- 货币市场基金（Money Market Fund）：投资标的为流动性极佳的货币市场商品，如365天内的存款、国债、回购等。
- 对冲基金（Hedge Fund）：
- 不動產投資信託基金、房地產信託基金（REITs）
- 组合型基金（FOF）：常言道此為基金中的基金，持有標的必須為基金，可以是股票型基金或是債券型基金，讓基金團隊去操作。

### 按交易机制划分
- 封闭式基金：封闭式基金的基金单位总数是确定的，一旦发行完成，就不能再接受新的投资申购，投资者也不得要求赎回投资。但是，投资者可以在证券交易所买卖封闭式基金，其价格完全由买卖双方决定，可能与基金净值（即每一单位基金的实际价值）相差很大。投资者在证券交易所买卖封闭式基金，只需要向证券经纪商支付佣金，不需要向基金经理支付费用。
- 开放式基金：开放式基金可以在证券市场每个交易日收盘之后，根据投资者的需要发行新的基金单位（对于投资者来说，这种行为叫做申购），也可以根据投资者的请求，把自己管理的资金交还给投资者（对于投资者来说，这种行为叫做赎回）。由于申购和赎回的发生，开放式基金的资产总额是不稳定的，基金经理必须随时调整投资组合，以应对新的申购或赎回的影响。为了减少这种影响，开放式基金一般规定投资者在申购和赎回的时候支付一定比例的费用。某些基金为了招徕投资者，特地取消了这一费用，这种基金又被称为不收费基金。
- ETF：可以在二级市场交易，也可以申购、赎回，但申购、赎回必须采用组合证券的形式。
- LOF：既可以在二级市场交易，也可以申购、赎回。

### 按募集方式分
- 公开募集基金（公募）：
- 私人股权投资（私募）：

### 按投资标的股票规模分
- 大盘基金：投资于大盘股的基金。
- 中盘基金：投资于中盘股的基金。
- 小盘基金：投资于小盘股的基金。

### 依屬性
- 積極成長型基金
- 成長型基金
- 成長與收益型基金
- 收益型基金
- 平衡型基金

### 其他
- 保本基金：基金公司在基金合同中保证投资者本金安全的基金，一般都会有一定前提条件，如投资人需持有一定的期限。
- 生命周期基金：根据基金目标持有人的年龄不断调整投资组合的一种证券投资基金。
- 何謂『A股基金』、『B股基金』、『C股基金』

A股基金：
就是我們平常所指的基金，當我們申購的時候需要依據不同的基金支付申購手續費，通常是1.5%-3%。
B股基金：
這種基金不用支付申購費，但需要付贖回費。投信為鼓勵投資者長期持有，其贖回費用跟投資年限成反比，放越久贖回費用越低，甚至全免，請參照各家公司之規定。贖回時會直接由基金贖回的金額內直接扣除，稱為內扣。這種基金的優點是能完全將投資者預計要投入的錢投入，而不需讓投資者的錢先扣除部分的手續費或增加投資者額外手續費負擔，等賺到錢再支付。
C股基金：
不用申購費，也不用贖回費，所有基金的管銷經理費用全部是由淨值中扣除，但給投資人的OPTION就是資金可以100%投入，贖回時也不怕被索取額外費用。
其他常見的代碼：
A：手續費前收
B：手續費後收
T：按月配息
1：年配息
2：配息滾入再投資

## 专用名词
- 基金单位净值（Net Asset Value, NAV）：基金单位净值=基金净资产价值总值/基金单位总份额，开放式基金的申购和赎回都以这个价格进行。
- 基金单位累计净值：基金单位累计净值=基金单位净值+（基金历史上所有分红派息的总额/基金总份额），是反映该基金自成立以来的所有收益的数据。
- 未知价计算法：未知价也称为期货价，是指以当日市场各种金融资产的收盘价来确定资产价格的计算方法，即基金管理人根据当日收盘价来计算基金单位资产净值。
- 基金持有人：是指持有基金单位或基金股份的自然人或法人，也就是基金的投资者。
- 基金的单位资产净值：基金的单位资产净值是基金经营业绩的指示器，也是基金在发行期满后基金单位买卖价格的计算依据。其公式为：基金的单位资产净值 =（基金资产总值 — 各种费用）／基金单位数量
- 认购：是指投资者在基金发行募集期内申请购买基金单位的行为。
- 申购：申购是指投资者在基金存续期间向基金管理人提出申请购买基金单位的行为。
- 赎回：赎回是指在开放式基金的存续期间，已持有基金单位的投资者向基金管理人提出卖出基金单位的行为。
- 基金份额拆分：仅通过增加基金份额数量来摊低单位基金份额净值。
- 基金分红：基金分红是一种对投资者的回报。按照中国大陆现行基金会计核算办法的规定，只有已实现的收益才能进行收益分配。分红时有可能需要把股票等金融资产在二级市场上抛售，从而转换成可实现收益，从而派发给基金投资人。当金融市场持续向好的时候，有潜在的损害投资者利益的可能性。

## 技术指标

### 波动幅度
波动幅度用来衡量基金净值的波动幅度，波动幅度低的基金，投资者相应承受的风险较小。

### 夏普比率
夏普比率（Sharpe Ratio）＝组合收益（减去无风险收益）/总风险，反映了基金承担单位风险所获得的超额回报率（Excess Returns），即基金总回报率高于同期无风险收益率的部分，该比率越高，基金承担单位风险得到的超额回报率越高。

### 信息比率
信息比率（Information Ratio）用来衡量超额风险带来的超额收益，比率高说明超额收益高。

### 轉手率
用于衡量基金投资组合变化的频率以及基金经理持有某只股票平均时间的长短。其计算方法是用基金一年中证券投资总买入量和总卖出量中较小者，除以基金每月平均净资产。
- 例如，周转率为100％的基金通常持股期限为一年；周转率为25％的基金则为四年。通过轉手率，能了解基金经理的投资风格到底是买入并长期持有还是积极地买进卖出。通常，轉手率较低的基金采用低风险投资策略，而轉手率较高的基金则比较激进且风险较高。价值型基金持有股票的时期较长，周转率较低；而成长型基金则周转率较高，风险也较高。值得注意的是，高轉手率意味着基金证券投资的税收和交易费用也随之增加。此外，频繁交易还可能产生隐形的“交易费用”，即由于交易金额较大，使股价向不利的方向运动。例如基金要大量卖出一只股票，分批卖出时容易造成价格不断下跌，使得基金以越来越低的价格成交，投资者的收益也相应越少。因此，轉手率低的基金会为投资者带来更好的长期回报。

### 平均回报
平均回报为年度化的平均周回报，得出数据未必与过去一年实际年度回报相等。

### 标准差
标准差（Standard Deviation）反映计算期内总回报率的波动幅度，即基金每周的总回报率相对于平均周回报率的偏差程度，波动越大，标准差也越大。量化的是收益的波动性。

### 阿尔法系数
阿尔法系数（{\displaystyle \alpha }）是基金的实际收益和按照β系数计算的期望收益之间的差额。其计算方法如下：超额收益是基金的收益减去无风险投资收益（在中国为1年期银行定期存款收益）；期望收益是贝塔系数β和市场收益的乘积，反映基金由于市场整体变动而获得的收益；超额收益和期望收益的差额即α系数。该系数越大越好。

### Beta系数
贝塔系数（{\displaystyle \beta }）衡量基金收益相对于业绩评价基准收益的总体波动性，是一个相对指标。β越高，意味着基金相对于业绩评价基准的波动性越大。β大于1，则基金的波动性大于业绩评价基准的波动性，反之亦然。
- 例如：如果β为1，则市场上涨10%，基金上涨10％；市场下滑10％，基金相应下滑10％。如果β为1.1，市场上涨10％时，基金上涨11%,；市场下滑10％时，基金下滑11%。如果β为0.9，市场上涨10％时，基金上涨9%；市场下滑10％时，基金下滑9%。

### R平方
R平方（R-squared）是反映业绩基准的变动对基金表现的影响，影响程度以0至100计。如果R平方值等于100，表示基金回报的变动完全由业绩基准的变动所致；若R平方值等于35，即35%的基金回报可归因于业绩基准的变动。简言之，R平方值愈低，由业绩基准变动导致的基金业绩的变动便愈少。此外，R平方也可用来确定贝塔系数（{\displaystyle \beta }）或阿尔法系数（{\displaystyle \alpha }）的准确性。一般而言，基金的R平方值愈高，其两个系数的准确性便愈高。

### 特雷诺指数
特雷诺指数（Treynor's measure）表示基金组合每单位系统风险的回报。该指数越大越好。

### 詹森指数
詹森指数（Jensen's measure），当大于零时，说明基金组合表现优于市场组合，基金能战胜市场；当小于零时，说明基金没有战胜市场。该指数越大越好。詹森指数隐含了一个假设，即基金的非系统风险已通过投资组合分散掉了，该模型只反映了收益率和系统风险因子之间的关系。如果基金并没有完全回避掉非系统风险，则该指数可能给出错误的信息。
- 计算公式为：詹森指数 {\displaystyle \ =Ri,t-\left[Rf,t+\beta i\left(Rm,t-Rft\right)\right]}
  - {\displaystyle Rm,t}为市场投资组合在t时期的收益率；{\displaystyle Ri,t}为i基金在t时期的收益率；{\displaystyle Rf,t}为t时期的无风险收益率，{\displaystyle \beta i}为基金投资组合所承担的系统风险。

### 索丁诺比率
索丁诺比率（Sortino Ratio）：它与夏普比率类似，不同的只是并不以标准偏离为标准，而是用下跌偏离，即投资组合偏离其平均跌幅的程度，来区分波动的好坏。
- 计算公式为：索丁诺比率 {\displaystyle =\left(R-T\right)/DR}
  - R为投资组合的回报；T为目标回报或最低可接受的回报；DR为投资组合的下跌风险。

### 久期
久期（duration）即麦考来持续期，这一概念最早由为研究债券的期限结构于1938年提出，因而被称为麦考莱久期。久期是指用金融资产各期现金流现值加权以后计算的收回投资的平均期限，久期越长，债券的资产净值对利息的变动越敏感，可以作为考核金融资产流动性和风险的指标。久期不适用于具有隐含期权性质的金融工具，因为在久期模型研究中存在一个重要假设，即随着利率的波动，债券的现金流不会发生变化。
- 有效久期：有效久期是指在利率水平发生特定变化的情况下债券价格变动的百分比，它直接运用不同收益率变动为基础的债券价格进行计算，这些价格反映了隐含期权价值的变动。

### 特性
衡量债券价格对利率变化的敏感性的利率风险指标。

## 投资策略

### 基金的选择
以下的要素经常在选择基金时，拿出来作考虑。
- 基金的类型：投资者应根据自己个人理财规划确定自己在多长的时间内，以多大比例的资产，投资于何种基金。
- 基金的过往业绩：过去的业绩不能保证以后的业绩。
  - 根据评价基金的技术指标挑选基金。
  - 排名：在同一时间段，同一类型基金内的排名。
  - 四四三三法则： 按以下顺序挑选

「4」：該基金一年期績效排名在同類型的前四分之一
「4」：該基金兩年、三年、五年以及自今年以來績效排名在同類型的前四分之一
「3」：該基金六個月期績效排名在同類型的前三分之一
「3」：該基金三個月期績效排名在同類型的前三分之一
- 基金经理：据美国沃顿商学院金融教授的研究，基金回报中30%的业绩是由基金经理创造的，70%的业绩有赖于基金公司事先确定的投资策略，研究平台和投资决策机制。对基金经理的选择应从其投资经历和投资业绩，投资风格和投资理念入手。最好不要选择有频繁跳槽经历的基金经理。
- 基金公司：了解基金公司的治理结构和激励机制，以及投资研究体制是否合理有效。
  - 同一个基金公司的所有基金都共享公司的研究成果，所以同一基金公司的基金往往业绩有很大的关联性。
  - 当基金公司的大股东，高层管理者或核心投研团队出现变动时，此基金公司的业绩可能出现较大的不确定性，选择基金时应考虑到这一点。
  - 基金公司历史上是否有污点，是否注重投资人利益。
- 基金的费用：长期来看，基金的费用也是影响基金收益的重要因素。
- 基金的规模：不同市场，不同类型的基金有不同的最佳规模，一般来说，小规模的基金操作上可以比较灵活，大规模的基金业绩比较平稳，波动较少。
- 测评机构：专业的基金测评机构对基金的评价，分类和评级可以作为选择基金的重要参考。知名的基金测评机构有：
  - 晨星（页面存档备份，存于）：在同类基金中，基金按照“晨星风险调整后收益”指标（Morningstar Risk-Adjusted Return）由高到低进行排序：前10%被评为5星；接下来22.5%被评为4星；中间35%被评为3星；随后22.5%被评为2星；最后10%被评为1星。晨星中国提供基金一年、两年、三年、五年和十年评级（晨星美国公司不提供一年和两年的评级）。
  - 理柏（页面存档备份，存于）：同类型基金中，领先的20%基金被理柏授予“优”（Leader）称号，之后均以20%为标准再区分为第2级、第3级、第4级及第5级。
- 基金的组合：为了降低风险，平滑收益，人们往往对基金进行组合。比如购买不同基金公司的基金，在不同的时间上买入，购买投资于不同行业的基金，购买不同种类的基金。

### 买入时点选择
- 单笔买入：由投资者选择适当的时机买入。
- 定期投资：以相同数额，以相同的间隔时间，分批投资于特定基金，定期投资不主动选择“更有利可图”的买入时间点和价格，以降低正确投资时间点及价格所带来的高收益为代价，来换取更低的投资收益波动，降低错误投资所带来的损失。由于是定期投资相同数额的资金，所以投资基金单位净值价格较高时买入时基金单位数较少，基金单位净值价格较低时买入的基金单位数较多，经过不同时间点的多次的投资后，投资者总的基金买入成本必然介于其投资时段中高价时段和低价时段之间，虽不能最大化投资收益，但是能相对的降低投资风险。根据投资者自身的偏好，也可以增加定期投资中的主动性，比如“定期不定额”，根据自身对市场未来走势的判断，增加或减少定期投资的资金额度，甚至于暂停定投，或直接卖出，结束投资。

## 基金业的问题

### 利益输送
- 老鼠仓：用自有资金买入股票后，用他人资金（如自己控制的机构资金，证券投资基金资金）拉高相应股票价格后，通过出售个人所购买的股票进行盈利。是一种以损害他人利益为手段自肥的非法行为。
- 通过同一基金公司旗下的基金抬高特定基金的业绩，造成此基金业绩优秀的假象。
- 詐欺

### 追求短期业绩
- 在一些投资者的偏好影响下，一些基金公司对基金经理的短期业绩要求过高，致使部分基金经理出现仅因考核压力而过于注重短期收益，牺牲长期收益的现象。
- 出于排名和考核压力，在相关时间段内基金经理可以故意拉抬自己基金的重仓股，来提高自己基金的业绩。

### 过分追求基金公司利益
由于大部分开放式基金管理费的确定是由基金规模乘以一个百分比，所以基金公司的盈利不直接和基金持有者的盈利相关联，所以有可能出现基金公司为了追求规模牺牲基金持有者利益的情况。

### 误导投资者
基金公司故意误导投资者，进行虚假的，夸大的宣传。

## 費用
基金向投资者收取的費用大致分為以下幾項，費率和費用項目各基金不同。
- 基金管理費

是支付给基金管理人（基金公司）的報酬，是基金管理人主要的利潤來源。一般公募基金是按照其所管理基金资产净值的一定比例从基金资产中提取，也就是说管理資產的規模越大，管理費收取的越多，和基金的盈利情况无直接關聯。私募基金管理費的計算方法靈活多樣，很多是通過收取利潤提成的方式来實現的。
- 基金托管費

是因保管基金資產，基金托管人向基金收取的費用，比如银行为保管、处置基金信托财产而提取的费用。托管费通常按照基金资产净值的一定比例提取。
- 認購費用

在基金發行期内認購基金時收取的費用。
- 申購費用

在開放式基金續存期内申購基金份額時收取的費用。
- 贖回費用

在開放式基金續存期内贖回基金份額時收取的費用。
- 轉換費用

在開放式基金續存期内由一個基金轉換至另一基金時收取的費用。